# Skalna Klet
El Skalna Klet (en esloveno: Stadion Skalna klet) es un estadio multiusos ubicado en la ciudad de Celje en Eslovenia. Actualmente es utilizado como sede de entrenamientos.

## Historia
Fue inaugurado en 1904 con el nombre Sportplatz Felsenkeller hasta la independencia de Eslovenia en 1992; y ha tenido varias remodelaciones, la última de ellas en 2019. Ha sido utilizado para partidos de la Prva SNL, el último de los equipos que jugó de local en el estadio fue el NK Celje hasta 2003 incluyendo su participación en la Recopa de Europa 1993-94.